# Ramón Astudillo
Benjamín Ramón Astudillo (? – ?) válogatott argentin labdarúgó, hátvéd.

## Pályafutása
A Santa Fe-i Colón labdarúgója volt. Az argentin válogatott tagjaként részt vett az 1934-es olaszországi világbajnokságon.